# طائر التعريشة المرقط
طائر التعريشة المرقط (الاسم العلمي: Chlamydera maculata)، طائر مستقر (غير مهاجر) متوسط القد من فصيلة طيور التعريشة. يوجد عبر أجزاء واسعة من الموائل الأكثر جفافاً في شرق أستراليا.